# الحزب الاشتراكي الآشوري
الحزب الاشتراكي الآشوري هو أول حزب سياسي آشوري، تأسس في عام 1917 بعد الثورة الروسية، من قبل الدكتور فريدون آتورايا، والحاخام بنيامين بيت أرسانيس والدكتور بابا بيت بارهاد.
وفي عام 2002، أعيد تأسيس الحزب الاشتراكي الآشوري (Gaba Shawtapaya Atouraya) «من قبل مجموعة من العمال الآشوريين في شمال العراق»، لذلك فقد ذكر على موقعه على شبكة الإنترنت أهدافه على هذا النحو: «إن الحزب هو اشتراكي وديمقراطي يهدف إلى إنعاش الأمة الأشورية للشعب الآشوري في جمهورية مستقلة وشعبية».